# La Bullonera
La Bullonera es un dúo de música aragonesa, muy activo en los años 70. Destacaba haciendo canción protesta y versiones de folclore popular, con letras llenas de ironía y sátira. Su nombre inicial era Vientos del Pueblo, pero después de varios cambios en la formación, quedó titulada bajo el nombre aragonés de La Bullonera y compuesto por Javier Maestre y Eduardo Paz.
El 6 de marzo de 1973 participaron en la 1ª Semana Cultural aragonesa, junto a otros artistas como Tomás Bosque, Labordeta o Joaquín Carbonell. El 9 de mayo de 1976 representaron a Aragón junto con Labordeta en el Festival de los Pueblos Ibéricos.
Después de su álbum Punto de 1980 se separaron, aunque continuaron reuniéndose ocasionalmente para actuaciones concretas.
Entre sus temas destaca la canción Ver para Creer convertida en un auténtico himno sobre las gentes y el agua de Aragón con letra de José Antonio Rey del Corral.

"La Bullonera" actuando en la fiesta del PCE de 1978 - primera fiesta del PCE celebrada en la Casa de Campo

## Discografía
- 1976: La Bullonera.
- 1977: La Bullonera 2.
- 1979: La Bullonera 3.
- 1980: Punto.
- 1983: Del folklore aragonés: homenaje a Arnaudas.
- 2003: La Bullonera: discografía básica.
- 2009: Vayatrés Con Joaquín Carbonell y José Antonio Labordeta.

- Datos: Q3331737
- Multimedia: La Bullonera / Q3331737